# 대한민국 민법 제127조
'대한민국 민법 제127조’는 대리권의 소멸사유에 대한 민법총칙상 조문이다. 2011.3.7에 전문개정되었다.

## 조문
제127조(대리권의 소멸사유) 대리권은 다음 각 호의 어느 하나에 해당하는 사유가 있으면 소멸된다.
1. 본인의 사망
2. 대리인의 사망, 성년후견의 개시 또는 파산

## 해설

### 사례 1
전대리는 부하사원 을에게 자신을 대신하여 상속받은 토지 127평의 매매계약을 체결할 것을 부탁하고 적법하게 대리권을 수여하였다. 다음날 전대리는 과로로 사망한 경우, 을에게 수여한 대리권은 본 조에 의해 소멸하게 되고 을은 전대리를 대리하여 매매계약을 체결할 수 없다.

### 사례 2
전대리는 부하사원 을에게 자신을 대신하여 상속받은 토지 127평의 매매계약을 체결할 것을 부탁하고 적법하게 대리권을 수여하였다. 다음날 을 사원은 교통사고로 사망한 경우, 을에게 수여한 대리권은 본 조에 의해 소멸하게 된다.

### 사례 3
전대리는 부하사원 을에게 자신을 대신하여 상속받은 토지 127평의 매매계약을 체결할 것을 부탁하고 적법하게 대리권을 수여하였다. 다음날 을 사원은 과도한 신용카드 빚 연체로 인해 파산하는 경우, 을에게 수여한 대리권은 본 조에 의해 소멸하게 된다.

### 사례 4
전대리는 어머니 을에게 자신을 대신하여 상속받은 토지 127평의 매매계약을 체결할 것을 부탁하고 적법하게 대리권을 수여하였다. 다음날 어머니는 고령과 평소의 지병이 악화되어 성년후견을 개시한 경우, 을에게 수여한 대리권은 본 조에 의해 소멸하게 된다.

## 참고 문헌
- 오현수, 일본민법, 진원사, 2014. ISBN 9788963463452
- 오세경, 대법전, 법전출판사, 2014 ISBN 9788926210277
- 이준현, LOGOS 민법 조문판례집, 미래가치, 2015. ISBN 9791155020869

## 같이 보기
- 후견
- 대리
- 대한민국 민법 제128조